# Theillement
Theillement est une ancienne commune française située dans le département de l'Eure en région Normandie.

## Géographie

### Localisation
Theillement est une commune du nord-ouest du département de l'Eure. Elle appartient à la région naturelle du Roumois.
| Bosc-Renoult-en-Roumois | Flancourt-Crescy-en-Roumois (comm. dél. d'Épreville-en-Roumois et de Bosc-Bénard-Crescy) |                                                          |
| Voiscreville            | Theillement                                                                              | Les Monts du Roumois (comm. dél. de Berville-en-Roumois) |
| Boissey-le-Châtel       | Saint-Philbert-sur-Boissey (par un angle), Saint-Denis-des-Monts                         |                                                          |

## Toponymie
Le nom de la localité est attesté sous les formes Teilleman (p. d’Eudes Rigaud) vers 1240, Teillemaint (p. de Raoul Roussel) en 1431, Le Tallement en 1545, Di Tiliamento, Le teillement en 1547, Le taillement en 1553 et 1554 , Saint Pierre du Teillement en 1717 (Cl. d’Aubigné).

## Politique et administration
| Période                                  | Période    | Identité           | Étiquette | Qualité                                |
| ---------------------------------------- | ---------- | ------------------ | --------- | -------------------------------------- |
| Les données manquantes sont à compléter. |            |                    |           |                                        |
| ca 1943                                  |            | Gilbert Martin     |           | Nommé conseiller départemental en 1943 |
| Les données manquantes sont à compléter. |            |                    |           |                                        |
| ?                                        | 2008       | Roger Martin       |           |                                        |
| 2008                                     | 31/12/2017 | Jean-Marie Guenier | UMP-LR    | Agriculteur                            |

## Démographie
L'évolution du nombre d'habitants est connue à travers les recensements de la population effectués dans la commune depuis 1793. À partir du 1er janvier 2009, les populations légales des communes sont publiées annuellement dans le cadre d'un recensement qui repose désormais sur une collecte d'information annuelle, concernant successivement tous les territoires communaux au cours d'une période de cinq ans. 
Pour les communes de moins de 10 000 habitants, une enquête de recensement portant sur toute la population est réalisée tous les cinq ans, les populations légales des années intermédiaires étant quant à elles estimées par interpolation ou extrapolation. Pour la commune, le premier recensement exhaustif entrant dans le cadre du nouveau dispositif a été réalisé en 2006,.
En 2014, la commune comptait 412 habitants, en évolution de +9,28 % par rapport à 2009 (Eure : +2,66 %, France hors Mayotte : +2,49 %).
| 1793 | 1800 | 1806 | 1821 | 1831 | 1836 | 1841 | 1846 | 1851 |
| ---- | ---- | ---- | ---- | ---- | ---- | ---- | ---- | ---- |
| 292  | 282  | 301  | 289  | 269  | 250  | 259  | 238  | 193  |

| 1856 | 1861 | 1866 | 1872 | 1876 | 1881 | 1886 | 1891 | 1896 |
| ---- | ---- | ---- | ---- | ---- | ---- | ---- | ---- | ---- |
| 223  | 211  | 237  | 211  | 181  | 183  | 169  | 150  | 163  |

| 1901 | 1906 | 1911 | 1921 | 1926 | 1931 | 1936 | 1946 | 1954 |
| ---- | ---- | ---- | ---- | ---- | ---- | ---- | ---- | ---- |
| 160  | 150  | 155  | 147  | 174  | 179  | 154  | 193  | 199  |

| 1962 | 1968 | 1975 | 1982 | 1990 | 1999 | 2006 | 2011 | 2014 |
| ---- | ---- | ---- | ---- | ---- | ---- | ---- | ---- | ---- |
| 208  | 200  | 234  | 307  | 316  | 306  | 342  | 392  | 412  |

## Culture locale et patrimoine

### Lieux et monuments
La commune de Theillement compte plusieurs édifices inscrits à l'inventaire général du patrimoine culturel :
- L'église Saint-Pierre (XIIe, XIIIe, XIVe et XVIIIe)[11] ;

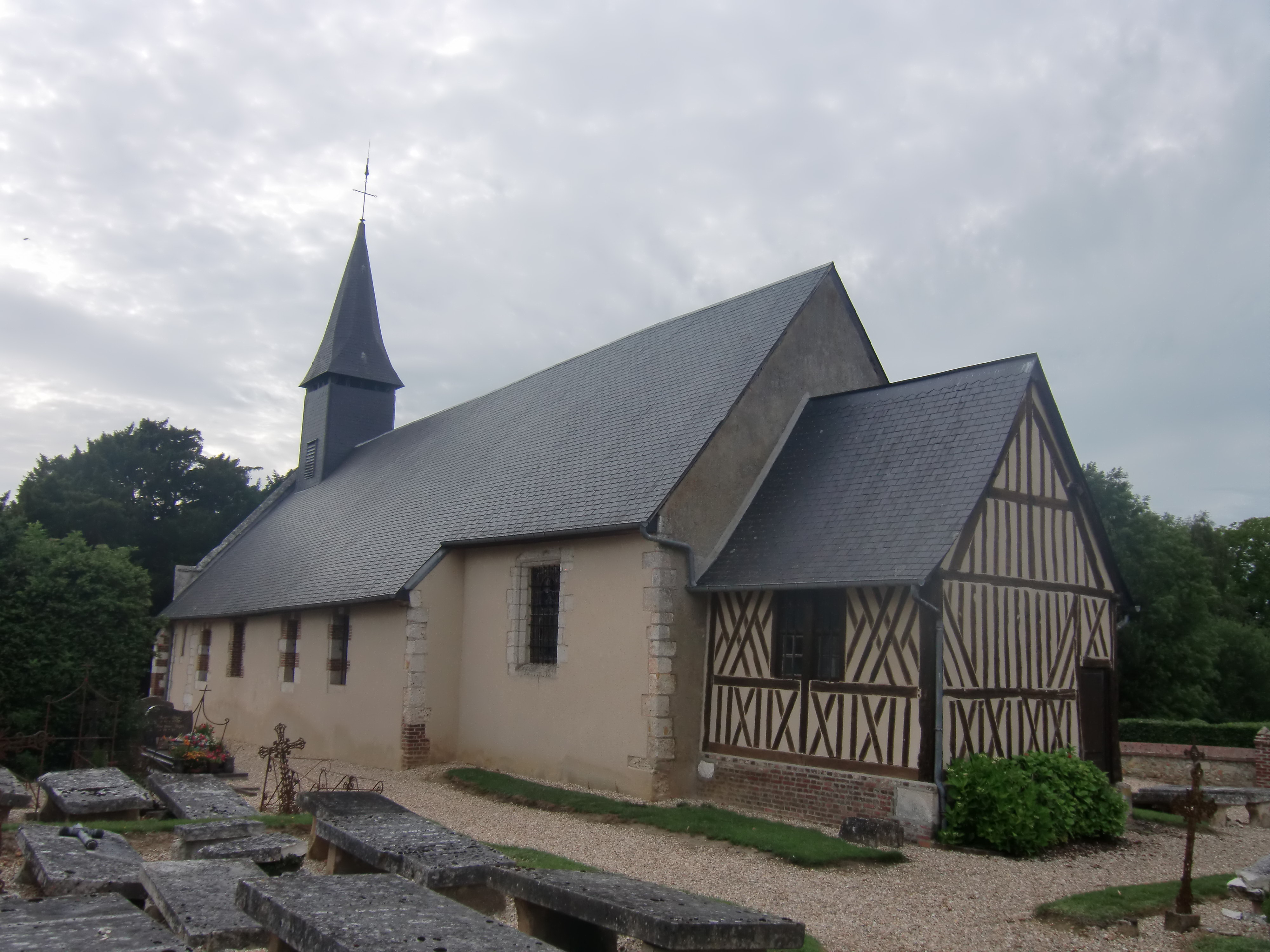
L'église Saint-Pierre.

- Une croix de cimetière des XVIe et XIXe siècles[12] ;
- Deux châteaux : le premier, des XVIe et XVIIe siècles, au lieu-dit le Val[13] et le deuxième des XVIIe, XVIIIe et XIXe siècles, au lieu-dit-le Roumois[14] ;
- Une maison du XVIIe siècle[15] ;
- Une ferme des XVIIIe et XIXe siècles au lieu-dit la Fontaine[16].